# Familia Racoviță
Racoviță (uneori în grafia „Racovitză”) este o mare familie de boieri originară din Moldova, ai cărei membri dintr-o ramură au fost domni în Moldova și în Țara Românească, iar din alta au deținut importante dregătorii, mai ales în Moldova. Înainte de secolul al XVI-lea, familia se numea „Cehan”.

## Membri cunoscuți ai familiei Racoviță
- Ion Racoviță (caimacam) (d. 1688)
- Mihai Racoviță (1660-1744), domn al Moldovei (1749–1753, 1756–1757) și, ulterior, al Țării Românești (1753–1756, 1763–1764)
- Constantin Racoviță (1699-1764), fiul lui Mihai Racoviță, domn al Moldovei și, ulterior, al Țării Românești
- Ștefan Racoviță (1713-1782), domn al Țării Românești (1764-1765)
- Ana Racoviță (1834-1874), soția medicului Carol Davila și mama scriitorului Alexandru Davila
- Nicolae Gr. Racoviță (1835-1894), om politic român și ministru
- Emil Racoviță (1868-1947), biolog, considerat părintele biospeologiei
- Mihail Racoviță-Cehanu (1868-1954)
- Nicolae A. Racoviță (1878-1948), medic și om politic, primar al Iașiului (1918)
- Ioan Mihail Racoviță (1889-1954), general român
- Osvald Racoviță (1887-1974), jurist și om politic, primar al Iașiului (1927–1929, 1934–1938).
- Aurel Racovitză (1890-1957), diplomat și general român